# Pegada Que Desgrama
Pegada Que Desgrama é uma canção da cantora brasileira Naiara Azevedo, Laçada em 1 de dezembro de 2017 através da gravadora Som Livre.

## Desempenho nas paradas

### Semanal
| Parada (2018)              | Melhor posição |
| -------------------------- | -------------- |
| Brasil (Billboard Hot 100) | 1              |

### Anuais
| Parada (2018)                       | Melhor posição |
| ----------------------------------- | -------------- |
| Brasil Streaming Chart (Pro-Música) | 172            |

## Vendas e certificações
| Região                                                        | Certificação | Vendas   |
| ------------------------------------------------------------- | ------------ | -------- |
| Brasil (Pro-Música Brasil)                                    | 3× Platina   | 240,000‡ |
| ‡vendas+valores de streaming baseados somente na certificação |              |          |